# Comuna Băsești, Maramureș
Băsești este o comună în județul Maramureș, Transilvania, România, formată din satele Băsești (reședința), Odești, Săliște și Stremț.

## Demografie
Componența etnică a comunei Băsești
     Români (87,03%)
     Romi (6,68%)
     Alte etnii (0%)
     Necunoscută (6,29%)
Componența confesională a comunei Băsești
     Ortodocși (76,48%)
     Greco-catolici (5,75%)
     Baptiști (4,89%)
     Penticostali (4,11%)
     Martori ai lui Iehova (1,01%)
     Alte religii (0,93%)
     Necunoscută (6,83%)
Conform recensământului efectuat în 2021, populația comunei Băsești se ridică la 1.288 de locuitori, în scădere față de recensământul anterior din 2011, când fuseseră înregistrați 1.452 de locuitori. Majoritatea locuitorilor sunt români (87,03%), cu o minoritate de romi (6,68%), iar pentru 6,29% nu se cunoaște apartenența etnică. Din punct de vedere confesional, majoritatea locuitorilor sunt ortodocși (76,48%), cu minorități de greco-catolici (5,75%), baptiști (4,89%), penticostali (4,11%) și martori ai lui Iehova (1,01%), iar pentru 6,83% nu se cunoaște apartenența confesională.

## Politică și administrație
Comuna Băsești este administrată de un primar și un consiliu local compus din 9 consilieri. Primarul, Ioan Călăuz[*], de la Partidul Național Liberal, este în funcție din 1996. Începând cu alegerile locale din 2024, consiliul local are următoarea componență pe partide politice:
|  | Partid                          | Consilieri | Componența Consiliului | Componența Consiliului | Componența Consiliului |
|  | ------------------------------- | ---------- | ---------------------- | ---------------------- | ---------------------- |
|  | Partidul Național Liberal       | 3          |                        |                        |                        |
|  | Partidul Mișcarea Populară      | 1          |                        |                        |                        |
|  | Partidul Ecologist Român        | 1          |                        |                        |                        |
|  | Alianța pentru Unirea Românilor | 1          |                        |                        |                        |
|  | Partidul Social Democrat        | 1          |                        |                        |                        |
|  | Uniunea Salvați România         | 1          |                        |                        |                        |
|  | Forța Dreptei                   | 1          |                        |                        |                        |